# Jiotto Caspita
Der Jiotto Caspita ist ein Mittelmotorsportwagen des japanischen Automobilherstellers Dome und wurde 1989 als Premiere des Jahres vorgestellt. Eine geplante Serienproduktion als Nachfolger des Dome P-2 fand jedoch wegen mangelndem Interesse nicht statt. Lediglich 3 Exemplare wurden hergestellt, zwei davon befinden sich in einem Automuseum, das Dritte in Privatbesitz.

## Vorgeschichte
Das Modell entstand in Zusammenarbeit mit dem Kyōtoer Bekleidungshersteller Wacoal Corporation, das damals von Dome finanziell unterstützt wurde. Unternehmensleiter Jiotto Giotto bekam die Idee dazu. Dome übernahm die Entwicklung sowie den Bau, Chefdesigner Kunihisa Ito dafür das Design des Fahrzeuges. Das Modell sollte eine aerodynamische Form erhalten. Zur selben Zeit setzte die japanische Regierung durch, dass sogar Formel-1-Fahrzeuge auf öffentlichen Straßen gefahren werden durften, wovon sich das Unternehmen Dome und Jiotto Giotto versprach, dass das neue Modell ein Erfolg werden könnte. Jiotto sponserte entsprechend auch das Dome-Rennteam.

## Der Jiotto Caspita
Noch im selben Jahr begann die Herstellung der Fahrzeugteile sowie die Montage des noch unbenannten Supersportwagens. Zum Vorschein kam schließlich ein Mittelmotorsportwagen mit Stufenheckkarosserie. Das breite Heck sollte das Fahrzeug bei hohen Geschwindigkeiten auf die Straße pressen und selbst in gefährlichen Kurven beherrschbar machen. Der Heckspoiler sollte diese Wirkung noch verstärken. Nun etablierte Yamaha seinen Yamaha OX99-11 auf den Markt, welcher als erster japanischer Supersportwagen in die Serienproduktion ging. Dasselbe Ergebnis erhoffte sich auch Dome und schloss sogar mit dem britischen Verkehrsministerium einen Vertrag für den Import des nun benannten Jiotto Caspita. Im Erfolgsrausch planten beide Firmen schließlich sogar, eine Produktionshalle in einem tokioter Gewerbegebiet zu errichten. Nun wurden die zwei gebauten Exemplaren mit einem flachen V12-Boxermotor der Marke Motori Moderni ausgestattet. Mit einem Hubraum von 3497 cm³ bieten die beiden Caspitas eine Leistung von 335,6 kW bei einem maximalem Drehmoment von 362 Nm. Beide Caspitas haben Hinterradantrieb sowie ein manuelles Schaltgetriebe mit sechs Gängen. Die Beschleunigung von 0 auf 100 km/h kann in 4,7 Sekunden erreicht werden. Das Tankvolumen liegt sogar bei 100 Liter. Die Höchstgeschwindigkeit liegt bei 320 km/h.

## Premiere des Serienmodells
Als vorangekündigte Premiere des Jahres stellte Dome sein drittes Exemplar des Jiotto Caspita 1990 auf der 28. Tokyo Motor Show vor. Dieses Exemplar hatte eine 430 kW starke V10-Motorisierung, mit der Dome schließlich seine Serienproduktion plante. Bis 1993 gab es allerdings keine Bestellungen und das Projekt wurde daraufhin eingestellt.